# Tim Child
Tim Child (1946) è un produttore televisivo inglese, autore di alcuni importanti show della televisione britannica.

## Carriera
Dopo aver lavorato come giornalista televisivo, divenne produttore presso Anglia Television e si distinse per aver creato e prodotto il programma televisivo per bambini di culto Knightmare,  un gioco di ruolo fantasy d'avventura che aperse la strada allo studio virtuale o alla produzione su blue screen.
Child  creò inoltre Time Busters, un gioco di ruolo dal vivo trasmesso sulla BBC, anticipando l'uso di telecamere indossabili di alta qualità, e successivamente Cyberzone, che per alcune fonti sarebbe il primo gameshow in realtà virtuale della storia, anche esso per la BBC. Virtually Impossible era un'ambiziosa parodia dei giochi per computer per  ITV, ma non riuscì a catturare un pubblico fedele alla maniera di Knightmare.